# Sürmene (district)
Sürmene is een Turks district in de provincie Trabzon en telt 28.115 inwoners (2007). Het district heeft een oppervlakte van 226,6 km². Hoofdplaats is Sürmene.
De bevolkingsontwikkeling van het district is weergegeven in onderstaande tabel.
| 1997   | 2000   | 2007   |
| ------ | ------ | ------ |
| 37.786 | 42.256 | 28.115 |

## Sport

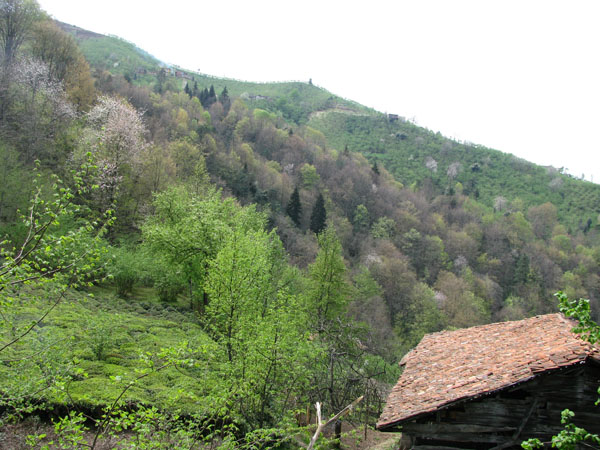
Het binnenland van het district is bergachtig

- Sürmenespor